# Älvsered
Älvsered – miejscowość (tätort) w Szwecji, w regionie administracyjnym (län) Halland, w gminie Falkenberg.
Według danych Szwedzkiego Urzędu Statystycznego liczba ludności wyniosła: 445 (31 grudnia 2015), 455 (31 grudnia 2018) i 438 (31 grudnia 2019).